# 西山裕貴
西山 裕貴（にしやま ひろき、1985年2月12日 - ）は、地方競馬の高知競馬場松木啓助厩舎に所属していた元騎手、現調教師である。勝負服の柄は青・赤鋸歯型。愛媛県出身、血液型A型。地方競馬教養センター騎手課程第77期生。

## 来歴
2003年3月31日付けで地方競馬騎手免許を取得し、船橋競馬場白川章司厩舎からデビュー。同年4月28日第2回船橋競馬1日目第5競走C3六組条件戦8番人気メルシートートで初騎乗（11頭立て11着）。
2004年2月高知競馬に移籍。同年2月14日から高知競馬での騎乗を開始。同年4月25日第2回高知競馬4日目第6競走D4一般戦を7番人気エブロスフィットで勝利し、高知競馬移籍後6戦目で初勝利。
2009年2月1日第17回高知競馬4日目第9競走であい博に感謝特別（A2）を1番人気セトノヒットで優勝し、地方競馬通算100勝を達成した。
2016年7月13日、地方競馬の調教師・騎手合格者が発表され、調教師試験に合格。2016年8月1日付けで調教師に転身する。
地方通算成績は1827戦114勝・2着132回・3着173回・勝率6.2%・連対率13.5%（2009年8月6日現在）